# NGC 2936
NGC 2936 is een elliptisch sterrenstelsel in het sterrenbeeld Waterslang. Het hemelobject werd op 3 maart 1864 ontdekt door de Duitse astronoom Albert Marth. NGC 2936 interageert met NGC 2937 en samen vormen zij het object Arp 142. Ze worden ook weleens de pinguïn met het ei genoemd, vanwege de vorm. NGC 2936 was ooit een spiraalvormig sterrenstelsel, terwijl NGC 2937 een relatief klein elliptisch sterrenstelsel was. Het systeem staat zo'n 326 miljoen lichtjaar van de Melkweg in het sterrenbeeld Hydra.

## Synoniemen
- UGC 5130
- MCG 1-25-5
- ZWG 35.15
- Arp 142
- VV 316
- PGC 27422